# 上松蓊
上松 蓊（うえまつ しげる、 1875年 - 1958年）は、日本の実業家。古河鉱業門司支店長を務めたのち、製紙会社を興した。また、南方熊楠の門弟として熊楠を支援し、小畔四郎・平沼大三郎と共に熊楠門の三羽烏といわれた。

## 人物・経歴
1875年生まれ。新潟県長岡出身。安部井磐根（衆議院副議長）の猶子となる。
東京英語専修学校（現・立教大学）を卒業後、古河鉱業に入社。
その後、同社門司支店長となるが、40歳になる前に退職し、東京で製紙会社を興して経営する。
同郷の友人である小畔四郎の紹介により南方熊楠と知り合い、南方の支援を行うようになる。現存する南方の上松に宛てた書簡は500通にも及ぶが、最初の書簡は、1914年(大正3年)12月9日付のもので、当時、上松は39歳であった。
1922年（大正11年）に、南方が上京した際、南方、平沼大三郎、六鵜保らとともに日光の変形菌を採集する。
1923年（大正12年）、関東大震災により、経営する会社が焼失。
上松は、薬草や香道に詳しく、書も上手かったことから、1926年（大正15年）の南方熊楠による摂政宮（昭和天皇）への粘菌標本献上にあたっては、その表啓文を浄書する。また、筆記具、顕微鏡、書籍の購入、原稿の売り込みなど、熊楠の手足となって献身的に尽くした。
1928年（昭和3年）には、平沼大三郎と一緒に南方家を訪問したが、平沼が帰宅したのち南方と一緒に川又官林と妹尾官林の変形菌を調査した。